# Lac Frontenac (rivière du Milieu)
Pour les articles homonymes, voir Frontenac.
Le lac Frontenac est un plan d'eau douce du territoire non organisé de Lac-Ashuapmushuan, dans la partie Nord-Ouest de la municipalité régionale de comté (MRC) Le Domaine-du-Roy, dans la région administrative du Saguenay-Lac-Saint-Jean, dans la province de Québec, au Canada. Ce lac s’étend entièrement dans le canton de Buade.
La foresterie constitue la principale activité économique du secteur. Les activités récréotouristiques arrivent en second.
La route forestière R0212 (sens Est-Ouest) coupe le milieu du cours de la rivière du Milieu (rivière Normandin). Tandis que la route forestière R0223 dessert la Vallée de la rivière Marquette Ouest, du côté Ouest du lac Poutrincourt. Cette dernière route se connecte vers le Nord-Est à la route 167 reliant Chibougamau et Saint-Félicien (Québec). Le chemin de fer du Canadien National longe cette dernière route.
La surface du lac Frontenac est habituellement gelée du début novembre à la mi-mai, toutefois la circulation sécuritaire sur la glace se fait généralement de la mi-novembre à la mi-avril.

## Géographie
Le lac Frontenac comporte une longueur de 6,6 km, une largeur maximale de 1,9 km et une altitude de 427 m. Une presqu’île se détache de la rive Ouest, près de l’embouchure de la décharge (venant de l’Ouest) du lac Secondat et s’étire sur 1,1 km vers l’Est, soit vers le centre lac. La partie Nord du lac ressemble à un bâton de hockey de gardien de but.
L’embouchure du lac Frontenac est localisé à :
- 13,2 km au Sud de l’embouchure de la rivière du Milieu (rivière Normandin) (confluence avec le lac Poutrincourt) ;
- 28,1 km au Sud de l’embouchure du lac Poutrincourt lequel est traversé vers le Nord par la rivière Normandin ;
- 42,3 km au Sud de l’embouchure du lac Nicabau dont la partie Sud est traversée par la rivière Normandin ;
- 34,3 km au Sud-Ouest de l’embouchure de la rivière Normandin (confluence avec le lac Ashuapmushuan[1].

Les principaux bassins versants voisins du lac Frontenac sont :
- côté Nord : rivière du Milieu (rivière Normandin), lac du Ressaut, lac Poutrincourt, rivière Normandin ;
- côté Est : lac Palluau, rivière Maskoskanaw, rivière Marquette, rivière Ashuapmushuan ;
- côté Sud : lac Galinée, lac Patterson, rivière Maskoskanaw, lac Berlinguet, ruisseau Berlinguet ;
- côté Ouest : lac Secondat, Petit lac Buade, lac Normandin (rivière Normandin), rivière Normandin.

La rivière Maskoskanaw se déverse au fond d’une baie sur la rive Est du lac Frontenac que le courant traverse sur 4,4 km vers le Nord jusqu’à son embouchure. De là, le courant descend la rivière du Milieu (rivière Normandin) sur 17,8 km vers le Nord, jusqu’à la rive Sud du lac Poutrincourt que le courant traverse sur 15,4 km vers le Nord.
En aval du lac Poutrincourt, le courant descend sur 15,6 km vers le Nord en formant un crochet de 2,0 km vers l’Est, jusqu’à la baie Sud du lac Nicabau ; puis, 5,3 km, soit 1,8 km vers le Nord, puis vers l'Est en traversant la partie Sud du lac Nicabau (altitude : 386 m). De là, le courant descend vers le Sud-Est la rivière Normandin sur 38,7 km, jusqu’à la rive Nord-Ouest du lac Ashuapmushuan. Puis, le courant emprunte le cours de la rivière Ashuapmushuan qui se déverse à Saint-Félicien (Québec) sur la rive Ouest du lac Saint-Jean.

## Toponymie
Le toponyme « lac Frontenac » a été officialisé le 5 décembre 1968 par la Commission de toponymie du Québec, soit à la création de cette commission.